# 코바치 라슬로 (촬영 감독)
코바치 라슬로(헝가리어: Kovács László, 헝가리어 발음: [ˈkovaːt͡ʃ ˈlaːsloː], 1933년 5월 14일 ~ 2007년 7월 22일)는 헝가리 출신의 미국 촬영 감독이다. 피터 보그다노비치, 리처드 러시, 데니스 호퍼, 노먼 주이슨, 마틴 스코세시 같은 영화 감독들과 일했으며, 1970년대 뉴 할리우드에 큰 영향을 주었다. 대표작으로 《이지 라이더》(1969), 《잃어버린 전주곡》(1970) 등이 있다. 평생공로상을 총 세 번 수상했다. 미국촬영감독협회(ASC, American Society Of Cinematographers)의 이사진이기도 했다.